# 臨界指数
臨界指数(りんかいしすう、英:Critical exponents)は、臨界点近傍での物理量の臨界挙動を記述するのに使われる指数定数。

## 説明
2次相転移の臨界点近傍における物理量の臨界挙動は漸近的に冪乗則に従うことが知られており、ある物理変数 Ψ は、別の物理変数 T の臨界量 Tc からの差 T - Tc の冪乗に比例する形として表すことができる。このときの指数νを臨界指数と呼ぶ。
{\displaystyle \Psi \sim |T-T_{c}|^{\nu }\;,\quad \quad (T\to T_{c})\,}
- 強磁性体での例

比熱　CH(ε) ～ | ε |-α
磁化　M (ε) ～ (-ε)β
　　　　M (H)　～ | H |1/δ
帯磁率 χT(ε) ～ | ε |-γ
相関　G (r)　～ r-(d-2+η)
相関長 ξ (ε) ～ | ε |-ν
ここで、
εは換算温度(reduced temperature)で、{\displaystyle \epsilon ={\frac {T-T_{c}}{T_{c}}}}
d は系の次元
r はスピン間の距離

## スケーリング則
臨界指数の間に成り立つ関係をスケーリング則(Scaling Law)という。

### 強磁性体での例
強磁性体では臨界指数α、β、γ、δ、νの間に次の関係が成り立っている。
- Rushbrookeの等式

α + 2β + γ = 2　　
- Griffithsの等式

β(1 + δ) = 2 - α
- Widomの等式

γ = β(δ - 1)　　　
- Fisherの等式

γ = (2 - η) ν
- Josephsonの等式

2 - α = d ν

## 普遍性
繰り込み群の理論によると、臨界指数の値は系の詳細構造には依存せず、次に示す少数の要素にだけ依存するとされる。
- 系の空間次元(d)
- 秩序変数[6]の対称性(次元 n)
- 相互作用の対称性と到達範囲

これらが同一となる系では同一の臨界指数値をもつことになる。これを臨界現象の普遍性(Universality)と呼ぶ。実際、普遍性クラス(Universality class)を「系の次元 d 」と「秩序変数の次元 n 」を用いて構成すると、(例外はあるものの)同じ普遍性クラスに属する系ではほぼ同一の臨界指数値となることが実験により確かめられている。

## 関連する現象
臨界指数が関連していると考えられている現象には以下のものがあげられる。
- 粘度、熱伝導率など移動現象に関する物理量
- 自己組織化臨界現象